# داریا کسپرسکا
داریا کسپرسکا (انگلیسی: Daria Kasperska؛ زادهٔ ۲۷ سپتامبر ۱۹۸۳) بازیکن فوتبال اهل لهستان است.
وی همچنین در تیم‌های ملی فوتبال زنان لهستان بازی کرده‌است.